# Sede titolare di Callinico dei Maroniti
Callinico dei Maroniti (in latino: Callinicensis Maronitarum) è una sede titolare vescovile della Chiesa cattolica.
Dall'11 novembre 1996 il vescovo titolare è Samir Mazloum, già vescovo ausiliare del patriarcato di Antiochia dei Maroniti.

## Cronotassi dei vescovi titolari
- Francis Mansour Zayek † (30 maggio 1962 - 29 novembre 1971 nominato eparca di San Marone di Detroit)
- John George Chedid † (13 ottobre 1980 - 19 febbraio 1994 nominato eparca di Nostra Signora del Libano a Los Angeles)
- Samir Mazloum, dall'11 novembre 1996